# Carmen Barth
Carmine R. DiBartholomeo, noto come Carmen Barth (Cleveland, 13 settembre 1912 – Lorain, 17 settembre 1985), è stato un pugile statunitense.

## Palmarès
Olimpiadi
- 1 medaglia:
  - 1 oro (pesi medi a Los Angeles 1932).